# Pierre-Yves Labbe
Pierre-Yves Labbe, né le 28 juin 1920 à Lyon et mort à 92 ans le 18 juin 2013 à La Rochelle, est un officier de la Marine nationale française et scout français connu pour avoir permis d'éviter le bombardement de la ville d'Angers par l'armée américaine en août 1944.

## Biographie
Étudiant en médecine, il devient chef de troupe de la IIIe marine Angers en septembre 1939 et forme, sous le pseudonyme de Jean Castor, un réseau de renseignement et d'évasion actif durant toute la guerre. La IIIe marine Angers fait elle-même des actes de résistance, intégrée au réseau de résistance, elle exfiltrait des pilotes anglais ou américains abattus, volait des documents sensibles dans les bureaux des Allemands.
Début août 1944, il se porte avec Louis Bordier (Scout à la IIIe marine Angers) et Odette Perrault (Cheftaine Guide de France) au devant de la 3e armée américaine du général Patton pour proposer ses services. Apprenant le projet de bombardement d'Angers, il parvient à le convaincre de contourner la ville par le pont de Pruniers demeuré intact et la sauve ainsi de la destruction. La troupe IIIe marine Angers fut décorée de la Croix de Guerre.
Il poursuit ensuite sa carrière dans les commandos marine, notamment comme instructeur commando en 1948-1949 puis à la DBFM comme instructeur du stage commando en 1954. Il quitte la Marine Nationale avec le grade de capitaine de vaisseau.
En parallèle, il demeure très impliqué dans le scoutisme, aux Scouts de France. En 1945, il est nommé par Pierre Delsuc comme Commissaire national des scouts marins auprès de Michel Menu. En 1947, il participe au Jamboree d'après guerre, il est responsable de 500 scouts marins qui occupent l'île de la Tortue.
En 1968, il devient Commissaire national éclaireur aux Scouts d'Europe et le restera jusqu'en 1984. Il y fut notamment chargé de rédiger le carnet d'épreuves "Pistes".
À la suite de sa formation complète au parc de Gilwell, il décide de créer le Cham-FSE, qui deviendra par la suite le Mac-Laren. En 1970, lors du premier camp Cham-FSE, Henry Dhavernas, donnera à Pierre-Yves Labbe les pouvoirs de formateur, en présence de Pierre Géraud-Keraod.
Au début des années 1980, il fonde le groupe 1re Marine Lorient, constitué d'une meute marine, d'une troupe marine et également d'un groupe d'aînés : pour garder une autonomie pédagogique, ces scouts constitueront les Scouts Férao, du nom du pic-vert du livre de la jungle qui annonce le renouveau du printemps. L'expérience connaît un vif succès, les louveteaux naviguant été comme hiver et les éclaireurs s'équipant peu à peu en bateaux habitables pour chaque équipage.
Pierre-Yves Labbe est mort le mardi 18 juin 2013 à l’âge de 93 ans,.

## Hommages
Le 5 juillet 2014, au Louroux-Béconnais, près d'Angers, le rond-point de la route de Candé (47° 31′ 24″ N, 0° 53′ 31″ O) prend le nom de Pierre-Yves Labbe, la ville souhaitant honorer, au 70e anniversaire du débarquement, son rôle héroïque et crucial lors de la Libération.